# Chali
Şela
Chali (russe : Шали) ou Şela (en tchétchène : Шела, Chela), littéralement « la platitude », est une ville de la République tchétchène, dans la fédération de Russie, et le centre administratif du raïon de Chali.

## Géographie
Chali est située à 36 km au sud-est de Grozny, la capitale de la république.

## Population
Recensements (*) ou estimations de la population
| 1939*  | 1959*  | 1970*  | 1979*  | 1989*  |
| ------ | ------ | ------ | ------ | ------ |
| 10 600 | 11 911 | 18 636 | 21 894 | 24 985 |

| 2002*  | 2010*  | 2012   | 2013   | 2014   |
| ------ | ------ | ------ | ------ | ------ |
| 40 356 | 47 708 | 49 026 | 49 967 | 50 412 |

| 2015   | 2016   | 2022   | - | - |
| ------ | ------ | ------ | - | - |
| 51 268 | 52 234 | 57 032 | - | - |